# 木村信司
木村 信司（きむら しんじ、1962年 - ）は、宝塚歌劇団所属の演出家、脚本家。

## 略歴
1962年、千葉県に生まれる。1988年、早稲田大学第二文学部卒業後、宝塚歌劇団に入団する。1993年、天海祐希が主演した『扉のこちら』で脚本・演出家としてデビュー、翌年には宝塚ロンドン公演に参加する。1997年には文化庁在外派遣員としてニューヨークに留学、2004年にはパリに留学した。2002年に日本演劇協会協会賞、2004年に文化庁芸術祭優秀賞を受賞した。

## 宝塚歌劇団での舞台作品

### 脚本・演出

#### 大劇場作品（宝塚大劇場、東京宝塚劇場）
- ロマンス『扉のこちら―O・ヘンリ著「よみがえった改心」より―』（1993年 月組 宝塚大劇場 主演：天海祐希）＊演出家デビュー作、大劇場デビュー作 ※1994年にロンドン公演で再演（主演：安寿ミラ）
- ロマンス『ゼンダ城の虜』（2000年 月組 宝塚大劇場 主演：真琴つばさ）
- グランド・ロマンス『愛のソナタ -リヒャルト・シュトラウス／フーゴー・フォン・ホフマンスタール作:オペラ「ばらの騎士」より-』（2001年 月組 東京宝塚劇場・宝塚大劇場 主演：真琴つばさ）
- グランド・ロマンス『鳳凰伝 - カラフとトゥーランドット -』（2002年 宙組 主演：和央ようか） ※2003年に博多座で再演
- グランド・ロマンス『王家に捧ぐ歌―オペラ「アイーダ」より―』（2003年 星組 主演：湖月わたる） ※2005年に中日劇場で再演
- 詩劇『スサノオ―創国の魁―』（2004年 雪組 主演：朝海ひかる）
- グランド・ロマンス 『炎にくちづけを―「イル・トロヴァトーレ」より―』（2005年 宙組 主演：和央ようか）
- ロックオペラ『暁のローマ－「ジュリアス・シーザー」より－』（2006年 月組 主演：轟悠、瀬奈じゅん）
- グランド・ロマンス『明智小五郎の事件簿―黒蜥蜴（トカゲ）～江戸川乱歩作「黒蜥蜴」より～』（2007年 花組 主演：春野寿美礼）
- ラブ・ロマンス『君を愛してる－Je t'aime－』（2008年 雪組 主演：水夏希）
- ミュージカル『虞美人 －新たなる伝説－』（2010年 花組 主演：真飛聖）
- ミュージカル『バラの国の王子』（2011年 月組 主演：霧矢大夢）
- グランド・ロマンス『ドン・カルロス』（2012年 雪組 主演：音月桂）
- グランド・ロマンス『王家に捧ぐ歌―オペラ「アイーダ」より―』（2015年 宙組 主演：朝夏まなと）（2016年に博多座で再演）

#### その他の劇場の作品
- バウ・ミュージカル『結末のかなた - 江戸川乱歩原作「黄金仮面」より -』（1995年・1996年 月組 宝塚バウホール・日本青年館、愛知厚生年金会館 主演：姿月あさと）
- バウ・ワークス『HURRICANE』（1996年 花組 宝塚バウホール・日本青年館、愛知厚生年金会館 主演：愛華みれ）
- バウ・ロマンス『十二夜 - またはお望みのもの -』（1999年 月組 宝塚バウホール 主演：大和悠河）
- バウ・ロマンス『FREEDOM ミスター・カルメン』（2000年 宙組 宝塚バウホール、日本青年館 主演：樹里咲穂）
- ロマンス『不滅の棘（英語版）』（2003年 花組 シアタードラマシティ、日本青年館 主演：春野寿美礼）
- ミュージカル『Ernest in Love』（2005年 月組 梅田芸術劇場メインホール 主演：瀬奈じゅん / 花組 日生劇場 主演：樹里咲穂）＊日本語脚本・歌詞、演出
- ミュージカル『オグリ! 〜小栗判官物語より〜』（2009年 花組 宝塚バウホール、日本青年館 主演：壮一帆）
- ミュージカル『日の当たる方へ - 私という名の他者 -』（2013年 星組 シアタードラマシティ、日本青年館 主演：真風涼帆）
- ミュージカル『太陽王〜ル・ロワ・ソレイユ〜』（2014年 星組 東急シアターオーブ 主演：柚希礼音）
- ミュージカル『Ernest in Love』（2015年・2016年 花組 東京国際フォーラムホールC・梅田芸術劇場メインホール、中日劇場 主演：明日海りお）＊日本語脚本・歌詞、演出
- グランド・ロマンス『鳳凰伝 - カラフとトゥーランドット -』（2017年 月組 全国ツアー 主演：珠城りょう）
- ロマンス『不滅の棘』（2018年 宙組 シアタードラマシティ、日本青年館 主演：愛月ひかる）
- ロマンス『蘭陵王 －美しすぎる武将－』（2018年 花組 シアタードラマシティ、KAAT神奈川芸術劇場 主演：凪七瑠海）
- バウ・ロマンス『リッツ・ホテルくらいに大きなダイヤモンド』（2019年 宙組 宝塚バウホール 主演：瑠風輝）
- ロマンス『ほんものの魔法使』（2021年 雪組 宝塚バウホール、KAAT神奈川芸術劇場 主演：朝美絢）
- グランド・ロマンス『王家に捧ぐ歌―オペラ「アイーダ」より―』（2022年 星組 御園座 主演：礼真琴）

### 演出のみ
- ショー『ESP!!』（2001年 月組 宝塚大劇場 主演：真琴つばさ）※酒井澄夫との共同演出
- ミュージカル『誰がために鐘は鳴る』（2010年～2011年 宙組 宝塚大劇場、東京宝塚劇場 主演：大空祐飛）※脚本は柴田侑宏

### イベントの構成・演出
- ’99TCAスペシャル『ハロー！ワンダフル・タイム』（1999年 宝塚大劇場）＊共同演出
- TCAスペシャル2001『タカラヅカ夢世紀』（2001年 宝塚大劇場）＊演出のみ、共同演出
- TCAスペシャル2004『タカラヅカ90－100年への道－』（2004年 宝塚大劇場）＊演出のみ、共同演出
- 『タカラヅカスペシャル2009 ～WAY TO GLORY～』（2009年 梅田芸術劇場メインホール）＊共同演出
- 宝塚歌劇100周年 夢の祭典『時を奏でるスミレの花たち』（2014年 宝塚大劇場）＊共同演出

### 新人公演担当（1990年以降）
- 1990年 雪組『黄昏色のハーフムーン』
- 1992年 雪組『この恋は雲の涯まで』
- 1993年 月組『グランドホテル』
- 1993年 雪組『天国と地獄』
- 1994年 雪組『雪之丞変化』
- 1997年 月組『バロンの末裔』
- 1999年 花組『夜明けの序曲』[2]
- 2001年 雪組『愛 燃える』[3]
- 2002年 宙組『鳳凰伝』[4]
- 2004年 雪組『スサノオ』[5]
- 2010年 花組『虞美人』[6]
- 2011年 月組『バラの国の王子』[7]
- 2015年 宙組『王家に捧ぐ歌』[8]

### サヨナラショーの演出
- 2001年 真琴つばさサヨナラショー

### 演出助手（1994年以降）
- 1994年　月組『風と共に去りぬ』（演出：植田紳爾）、星組『ジャンプ・オリエント!』（村上信夫）、月組『たけくらべ』（柴田侑宏、バウホール）、雪組『風と共に去りぬ』（植田紳爾）、ロンドン公演『花扇抄』（酒井澄夫）、ロンドン公演『ミリオン・ドリームズ』（三木章雄）、花組『ハイパー・ステージ!』（石田昌也）、雪組『雪之丞変化』（柴田侑宏）、月組『夢の10セント銅貨』（中村暁、バウホール）、花組『たけくらべ』（柴田侑宏、バウホール）
- 1995年　花組『メガ・ヴィジョン』（三木章雄）、花組『ダンディズム!』（岡田敬二）、花組『紅はこべ』（柴田侑宏、全国ツアー）、月組『ある日どこかで』（中村暁、バウホール）
- 1996年　花組『ハイペリオン』（中村暁）、星組『パッション・ブルー』（三木章雄）
- 1997年　月組『バロンの末裔』（正塚晴彦）、花組『サザンクロス・レビュー』（草野旦）
- 1998年　宙組『バウ・ボヤージュ!』（中村暁、バウホール）
- 1999年　花組『夜明けの序曲』（植田紳爾）、月組『ミリオン・ドリームズ』（三木章雄、全国ツアー）、星組『我が愛は山の彼方に』（谷正純）、月組『プロヴァンスの碧い空』（太田哲則、シアター・ドラマシティ）
- 2000年　月組『LUNA』（小池修一郎）、花組『源氏物語 あさきゆめみし』（草野旦）
- 2001年　雪組『愛 燃える』（酒井澄夫）、月組『プロヴァンスの碧い空』（太田哲則、ル・テアトル銀座）
- 2002年　星組『ガラスの風景』（謝珠栄）、専科・雪組・花組『風と共に去りぬ』（植田紳爾、日生劇場特別公演）
- 2004年　星組『花舞う長安』（酒井澄夫）

（2001年『プロヴァンスの碧い空』以降は演出補として）

## 宝塚歌劇団以外での舞台作品

### 脚本・演出
- 音楽ドラマ『シューベルト - 音楽に生きる -』（2004年 日生劇場 主演：姿月あさと）
- 『リボンの騎士・ザ・ミュージカル』（2006年8月、新宿コマ劇場、モーニング娘。、美勇伝、松浦亜弥、箙かおる、マルシア他。

モーニング娘。の楽曲「わたしがついてる」に歌詞を提供している。）
- 『The Musical AIDA -宝塚歌劇団「王家に捧ぐ歌」より-」』(2009年 東京国際フォーラムC、梅田芸術劇場 主演：安蘭けい)
- 『コインロッカー・ベイビーズ』（2016年 赤坂ACTシアター、主演：橋本良亮・河合郁人）[9]
- 『コインロッカー・ベイビーズ』（2018年 赤坂ACTシアター、主演：橋本良亮・河合郁人）

## 受賞歴
- 第12回 日本演劇協会賞（2002年）－ 受賞対象作品：「鳳凰伝」[10]
- 第58回 文化庁芸術祭賞優秀賞（2003年）－ 宝塚歌劇星組公演「王家に捧ぐ歌」の成果[11]